# 克卜勒87c
克卜勒87c（Kepler-87c）是環繞一顆體積稍大的年老主序星克卜勒87的太陽系外行星。

## 行星狀態
儘管克卜勒87c的體積大於海王星，它的質量只有約地球的6.4倍，這代表它的密度只有約0.152 g/cm3。這是第一顆在如此低質量下低密度的行星。克卜勒87c的表面平衡溫度為130°C。

## 外部連結
- Beyond Earthly Skies - An Extremely Low Density Super-Earth（页面存档备份，存于）